# Успавана долина (ТВ серија)
Успавана долина (енгл. Sleepy Hollow) америчка је натприродно-драмска телевизијска серија која се емитовала од 16. септембра 2013. до 31. марта 2017. године на ТВ мрежи Fox. Серија представља адаптацију приповетке Легенда о Успаваној долини Вашингтона Ирвинга са додатим елементима из Рипа ван Винкла, још једне Ирвингове кратке приче. Серија се одвија у стварном граду Слипи Холоу, мада је он представљен знатно већим него што заправо јесте. Четврта и последња сезона одвија се у Вашингтону.